# Opodeldok

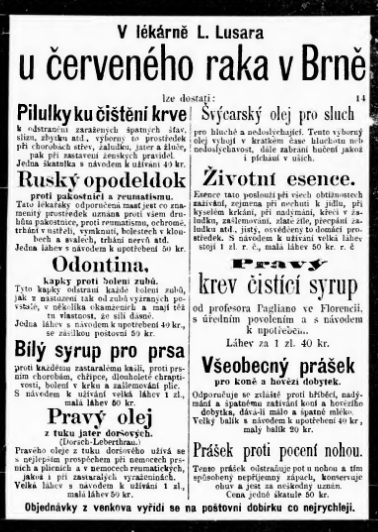
Dobová reklama na Opodeldok, 1876

Opodeldok (Linimentum saponato-camphoratum, Československý lékopis 3, v Českém lékopise 2005 není uveden) je balzám dříve používaný jako derivans, tedy lokálně dráždivá látka, zejména při bolestech kloubů. 

## Původ názvu
Jméno opodeldoc pochází od Paracelsa, údajně jde o zkratku středověkých latinských názvů použitých aromatických rostlin. Paracelsem publikovaný recept se stal základem pro mnoho variant. 

## Opodeldok v literatuře
Dnes je opodeldok známý především díky tomu, že si jím mazal revmatické klouby Josef Švejk v románu Jaroslava Haška Osudy dobrého vojáka Švejka za světové války.
Přípravek zmiňují i další autoři přelomu 19. a 20. století, Ignát Herrmann (U snědeného krámu) či Mór Jókai (Ubozí boháči).
Objevuje se i ve filmu Adéla ještě nevečeřela (Oldřich Lipský, 1977). Květuška (Naďa Konvalinková) jím má namazat záda pana profesora Bočka (Ladislav Pešek).

## Složení
Pro přípravu 1 kg opodeldoku předepisoval Československý lékopis 3 následující složení:
- medicinální (sodné) mýdlo (sapo medicinalis), 50 g
- ethylalkohol 95%, 800 g
- voda, 70 g
- kafr, 20 g
- čpavek
- levandulová silice
- rozmarýnová silice